# Inter cunctas
Inter cunctas (slovensko: Med vsemi) je papeška bula, ki jo je izdal papež Martin V. 22. februarja 1418.

## Opis
V tej buli, ki jo je izdal 22. II. 1418, izjavlja Martin V. glede odlokov Konstanškega koncila: Kar je določil koncil »in favorem fidei et salutem animarum« , tega se je treba držati. Besedilo bule ni čisto enoznačno. Posamezna mesta lahko razlagajo sebi v prid tako »papalisti« (»papeški, naklonjeni papežu«) kakor tudi »konciliaristi« (»zborovalci, naklonjeni koncilu«).

## Zgodovina
Papež, ki ga je izvolil ta Konstanški koncil, je moral dati neke vrste potrditev na koncu koncila. Obenem pa je moral paziti, da se ne bi zameril močni struji, ki je zagovarjala konciliarizem in je menila, da koncilski odloki veljajo tudi brez papeževega potrdila. Omeniti je treba, da je ta koncil izdal dva pomembna odloka: Sacrosancta in Frequens. V prvem je poudarjeno, da je koncil nad papežem in da ga morajo ubogati v stvareh razkola oziroma enotnosti, kakor tudi v verskih zadevah tudi (vsi trije) papeži: avinjonski (Benedikt XIII. ), pizanski (Janez XXIII. ), kakor tudi rimski (Gregor XII.). 

Janez XXIII. je prenehal napadati koncil in je odstopil šele, ko so ga po begu ujeli in obdolžili za celo vrsto prestopkov. Gregor XII. se je po zastopniku sam odpovedal papeštvu, ko so mu dovolili, da koncil ponovno skliče, saj dotlej cerkvenopravno ni bil veljaven, ker ga je sklical protipapež. Trmastega Benedikta XIII. pa je koncil odstavil, ko so ga njegovi zagovorniki pustili na cedilu. 

V drugem odloku, Frequens-u, pa je naloženo papežu, da sklicuje koncile vsako desetletje.
 
Na koncu koncila je papež povzel to učenje, ki zavrača heretične trditve in ga izdal 22. februarja 1418 v nekakem katekizemskem priročniku za cerkvene in civilne oblasti Inter cunctas; sestavljen je v obliki vprašanj, ki naj jih postavljajo tistim, ki so osumljeni herezije. 

## Vsebina
Bula, ki je namenjena cerkveni hierarhiji in inkvizitorjem, vsebuje: 
1. 45 členov učenja Johna Wiclifa
2. 30 členov učenja Jana Husa
3. vrsto vprašanj, ki jih je treba postaviti viklifjevcem in husovcem. Ta vprašanja so združena v člene, pred katerimi je opozorilo: »Vsako osebo, ki je bila osumljena, da se drži omenjenih členov ali ki  je bila prijeta med njihovim izpovedovanjem, je treba izprašati na način, ki sledi.«
4. Podobne odloke – npr. prepoved obhajanja pod obema podobama za laike – v buli Martina V. In eminentis apostolicæ z dne 1. septembra 1425. [2]

## Ocena
Po eni strani nekateri menijo, da je Sacrosancta  le izraz zmešnjave, ko so Cerkvi vladali trije papeži in da je bila le nujno sredstvo za ureditev razmer – kar nakazuje tudi grožnja tistim, ki koncilskih ukazov ne bodo ubogali. Kot svarilni zgled naj bi služila tudi obsodba in usmrtitev Jana Husa. Drugi pa nasprotno menijo (konciliaristi, galikanisti, protestanti in jožefinisti), da je koncil nad papežem in da papež mora le ubogati določbe koncila. Taka miselnost odseva še zlasti iz Frequensa, ki do podrobnosti ukazuje papežu, kako naj v prihodnje ravna v zvezi s sklicevanjem in potrjevanjem koncilov. 

Papež je torej previdno in diplomatsko izjavil, da potrjuje in odobrava vse, kar je koncil »in materia fidei« (glede vere) »conciliariter« (koncilsko) določil. Po tem gledanju bi bili odloki 3. in 5. seje izvzeti iz potrditve, ker so bili sprejeti »tumultuariter« (množično). Iz takratnih razmer sledi tudi dvoumnost na nekaterih mestih papeške bule.

Omeniti je treba tudi to, da bi si papež Martin z nepriznavanjem Konstanškega koncila samemu sebi spodnesel tla pod nogami, saj je bila namreč od veljavnosti koncila, ki ga je izvolil za papeža, odvisna tudi zakonitost in veljavnost njegove izvolitve.  

Kar se pa tiče odgovora na pogostno vprašanje, kako razumeti odloke Konstanškega koncila v luči Prvega vatikanskega koncila, moramo ugotoviti, da uradno papež pravzaprav teh odlokov nikoli ni priznal; pa tudi sicer nimajo dogmatične obveznosti. K temu pa je treba dodati, da je papež Martin prepovedal priziv na koncil 10. marca 1418 in s tem posredno zavrgel oba koncilska odloka, kar se je videlo tudi pozneje, ko so papeži ravno iz strahu pred konciliarizmom odlašali s koncili, tudi takrat, ko bi bil koncil nujen zaradi omejitve protestantizma.  